# الرقابة على وسائل الإعلام اليابانية في كوريا الجنوبية
تشير الرقابة على وسائل الإعلام اليابانية في كوريا الجنوبية إلى القوانين التي وضعتها حكومة كوريا الجنوبية لمنع استيراد وتوزيع وسائل الإعلام من اليابان. كانت هذه القوانين رد فعل على الاحتلال الياباني الطويل لكوريا. ونتيجة لذلك، لم يكن للكوريين الجنوبيين أي وصول قانوني إلى وسائل الإعلام اليابانية حتى التسعينيات. اعتبارا من عام 2018، لا يزال هناك العديد من القوانين التي تقيد البث الإعلامي الياباني في كوريا الجنوبية.

## بدايات
فور انتهاء الحكم الياباني لكوريا، في 15 أغسطس 1945، سنت كوريا الجنوبية قانون معاقبة الأفعال ضد الوطنية (반민족행위처벌법)، والذي اتُبع مع العديد من القوانين الأخرى على مدار العقود التي تقيد بث وتوزيع التسجيلات، مقاطع الفيديو، الأقراص المدمجة، والألعاب من خارج البلاد. في حين أن القوانين لم تحدد أي بلد معين، فإن القصد من القوانين كان يهدف في المقام الأول إلى وسائل الإعلام اليابانية.

## تعديلات على القوانين
في 20 أكتوبر 1998، تم السماح باستيراد المانغا وغيرها من المنشورات لأول مرة. كما تم عرض الأفلام التي كانت إنتاجًا مشتركًا بين اليابان وكوريا أو التي حصلت على جائزة الأوسكار أو جائزة في مهرجان سينمائي دولي كبير (كان أو برلين أو البندقية) في دور السينما. استمر حظر أفلام الرسوم المتحركة.
في سبتمبر 1999، تم السماح بعرض حفلات الموسيقى اليابانية في أماكن لا تتجاوز طاقتها الاستعابية 2000 مقعد، وتم السماح بعرض الأفلام غير المتحركة التي فازت بجائزة في أي مهرجان سينمائي دولي.
في يونيو 2000، تم رفع الحد الأقصى لعدد المقاعد في العروض الموسيقية الحية، وتم السماح بعرض أفلام مسرحية متحركة طويلة فازت بجائزة أو أكثر من جوائز الأفلام الدولية الكبرى، وكذلك جميع الأفلام التي حصلت على تصنيف 12+ أو 15+. ويمكن الآن أيضا عرض هذه الأفلام على تلفزيون الكابل والقنوات الفضائية. تم السماح ببيع ألعاب الكمبيوتر، ألعاب الفيديو وألعاب الأروقة، وتم السماح ببث الأحداث الرياضية والبرامج الإخبارية والأفلام الوثائقية على شاشات التلفزيون. تم السماح ببيع التسجيلات الموسيقية والأقراص المدمجة التي لا تحتوي على كلمات يابانية، مثل الموسيقى أو الأغاني التي تغنى بلغات أخرى.
في 1 يناير 2004، تم السماح بعرض جميع الأفلام اليابانية في دور السينما، ويمكن بيع جميع ألعاب الفيديو والموسيقى اليابانية من قبل تجار التجزئة. بالنسبة لتلفزيون القمر الاصطناعي والكابل، أصبحت البرامج المسموح بها هي برامج معلومات نمط الحياة (lifestyle)، البرامج التعليمية، الموسيقى اليابانية، الأفلام اليابانية (تلك التي يتم عرضها في دور السينما)، والدراما التلفزيونية التي كانت إنتاجا كوري-يباني مسترك أو حصلت على تصنيف 7+ أو 12+ أو تصنيف عام. بالنسبة للتلفزيون الأرضي، كانت البرامج المسموح بها هي برامج معلومات عن نمط الحياة، برامج تعليمية، أفلامًا يابانية غير متحركة (تلك التي تُعرض في دور السينما)، المسلسلات التلفزيونية التي كانت إنتاجا كوري-ياباني مشترك، والبث المباشر لحفلات المغنيين اليابانيين في كوريا الجنوبية، والمغنيين اليابانيين الذين يظهرون على البرامج الكورية.

## قوانين مستمرة
لا يزال من غير القانوني بث الموسيقى والدراما اليابانية عبر الإشارات الأرضية في كوريا الجنوبية.
في فبراير 2011، أشارت الرقابة الكورية الجنوبية إلى إمكانية رفع الحظر في المستقبل. في غشت 2011، تم بث أغنية يابانية واحدة في كوريا الجنوبية كجزء من برنامج تجريبي.
في عام 2014، تم حظر الأغنية الكورية "Uh-ee" للفرقة الكورية كرايون بوب من البث من قبل KBS لأنها تضمنت الكلمة اليابانية "ぴかぴか" (لامع، مشع) في كلماتها.